# Sônia Oiticica
Sônia Oiticica (Rio Largo, 19 de dezembro de 1918 — São Paulo, 26 de fevereiro de 2007) foi uma atriz brasileira.

## Primeiros anos
Sônia era filha de um anarquista convicto, o professor José Oiticica que, mesmo sendo à época um grande intelectual, foi preso várias vezes por esse motivo. Numa delas, ele e a família saíram do Rio de Janeiro para ficarem detidos no Engenho Riachão, em Alagoas; foi aí que nasceu Sônia, numa família de oito irmãos, sendo sete mulheres e um rapaz.
Alguns meses depois a família voltou para o Rio de Janeiro, onde Sônia passou a sua infância e adolescência. A casa de seus pais era frequentada por nomes como Coelho Neto, Viriato Correia e Monteiro Lobato. Seu pai dava aulas de grego e, entre os seus alunos, estavam Antônio Houaiss e Antônio de Pádua. Este último apresentou Sônia ao embaixador Paschoal Carlos Magno, que acabara de criar um núcleo de teatro estudantil para encenar Shakespeare. Assim, ela e Paulo Porto seriam Romeu e Julieta, sob direção de Itália Fausta.

## Carreira
Sônia foi a primeira atriz brasileira a interpretar Julieta, de William Shakespeare. Em Romeu e Julieta causou escândalo, ao tomar a decisão ousada para a época (1938), de beijar de verdade em cena.
Apesar de ser a primeira a interpretar o texto do dramaturgo inglês, foi interpretando os textos de um brasileiro famoso que Oiticica ficou conhecida. A atriz atuou em pelo menos oito grandes montagens de textos de Nelson Rodrigues.
Em 1940 ingressou no teatro profissional, quando foi trabalhar na companhia de Luís Iglezias, no Teatro Rival, na Cinelândia. Nesse mesmo ano faz Pureza, o seu primeiro filme.

## Casamento e interregno
Em 1944 deixou tudo para casar com Charles Edward. Parecia um casamento impossível, ele filho de um capitalista e ela de um anarquista. Pior que as diferenças ideológicas foi o fato de o marido proibi-la de atuar. Ela chegou a fazer figuração às escondidas, só para matar saudades. Seis anos depois do casamento, grávida, ela pediu a separação.

## Reinício de carreira
Voltou então ao rádio e, em 1952, aos palcos. Em 1953 embarcou no sonho de formar uma companhia de teatro oficial subsidiada, com Sérgio Cardoso, Leonardo Villar e Nydia Licia, a Companhia Dramática Nacional. Nessa companhia, fez A Falecida, a primeira peça de Nelson Rodrigues em que atuou.
Em 1958 mudou-se para São Paulo. Aí atuou novamente com Sérgio Cardoso em O Soldado Tanaka e, logo depois, integrou-se ao Teatro Popular do Sesi, dirigido por Osmar Rodrigues Cruz.
No entanto, o diretor que mais admirou foi Eduardo Tolentino, do Grupo Tapa, com quem atuou muito mais tarde, na década de 1990.

## Doença e morte
Sônia Oiticica faleceu em 26 de fevereiro de 2007, aos 88 anos, no Hospital Regional Sul, em Santo Amaro, onde estava internada desde o dia 16 de fevereiro devido a uma fratura do colo do fêmur, provocada por uma queda ocorrida na casa de sua filha Eleonora, onde Sônia estava morando. Posteriormente, uma infecção generalizada veio a causar a falência de múltiplos órgãos. A artista plástica Ana Cláudia Oiticica, filha da atriz, acusou publicamente o hospital de incúria - acusação refutada pela direção do estabelecimento.
Sônia Oiticica foi cremada em Vila Alpina, no dia 27 de fevereiro de 2007.

## Trabalhos

### Televisão
| Ano  | Título                | Personagem          | Notas                             |
| ---- | --------------------- | ------------------- | --------------------------------- |
| 1953 | Grande Teatro Tupi    | —                   | Episódio: "Canção da Primavera "  |
| 1956 | O Jovem Dr. Ricardo   | —                   |                                   |
| 1966 | As Minas de Prata     | Luiza de Paiva      |                                   |
| 1966 | Redenção              | —                   |                                   |
| 1968 | As Professorinhas     | Leonor              |                                   |
| 1968 | Legião dos Esquecidos | Maria               |                                   |
| 1968 | Ana                   | Antonieta Von Stein |                                   |
| 1969 | O Bolha               | Leila               | [ 2 ]                             |
| 1973 | Cavalo de Aço         | Catarina            |                                   |
| 1973 | Caso Especial         | Sarita              | Episódio: "As Praias Desertas"    |
| 1975 | Gabriela              | Sílvia Bastos       |                                   |
| 1976 | Duas Vidas            | Mãe de Paula        | Participação Especial             |
| 1977 | Nina                  | Angélica            |                                   |
| 1979 | Gaivotas              | Elisa               |                                   |
| 1980 | Dulcinéa Vai à Guerra | Lucrécia            |                                   |
| 1981 | Os Adolescentes       | Conceição           |                                   |
| 1982 | Ninho da Serpente     | Júlia               |                                   |
| 1982 | Caso Verdade          | Dona Benedita       | Episódio: "O Menino dos Milagres" |
| 1983 | Campeão               | Sônia               |                                   |
| 1985 | Jogo do Amor          | Flaviana            |                                   |

### Filmes
| Ano  | Título                                        | Personagem           | Direção           |
| ---- | --------------------------------------------- | -------------------- | ----------------- |
| 1982 | Dora Doralina                                 | Dona da pensão       | Perry Salles      |
| 1982 | Eis os Amantes                                | —                    | Rita Buzzar       |
| 1981 | Bonitinha, mas Ordinária ou Otto Lara Resende | Dona Lígia           | Braz Chediak      |
| 1979 | Le agguato sul fondo                          | Enfermeira           | Anthony M. Dawson |
| 1979 | O Caso Cláudia                                | mãe de Flávia        | Miguel Borges     |
| 1979 | Os Noivos                                     | Dona Ana             | Afrânio Vital     |
| 1977 | O Desconhecido                                | Elisa                | Ruy Santos        |
| 1971 | Uma Verdadeira História de Amor               | esposa do industrial | Fauzi Mansur      |
| 1970 | A Moreninha                                   | Donana               | Glauco Laurelli   |
| 1940 | Pureza                                        | Maria Paula          | Chianca de Garcia |

### Teatro[9]
- O Telescópio (2001)
- Ivanov (1997-1998)
- Rasto Atrás (1996)
- Vestido de Noiva (1994)
- No Natal a Gente Vem Te Buscar (1991)
- A Lira dos Vinte Anos (1985)
- Gota d'água (1975)
- Anti-Nelson Rodrigues (1974)
- Dr. Fausto da Silva (1973)
- Intriga de Amor (1969)
- Os Últimos (1968)
- A Moreninha (1968)
- Manhãs de Sol (1966)
- O Soldado Tanaka (1959)
- Perdoa-me por me Traíres (1957)
- Paixão da Terra (1957)
- As Casadas Solteiras (1954)
- A Cidade Assassinada (1954)
- Senhora dos Afogados (1954)
- A Falecida (1953)
- A Raposa e as Uvas (1953)
- Jezebel (1952)
- Week-end (1952)
- Já É Manhã no Mar (1952)
- 3200 Metros de Altitude (1941)
- Dias Felizes (1940)
- O Jesuíta (1940)
- Feia (1940)
- Os Romanescos (1939)
- Uma Porta Deve Estar Aberta Ou Fechada (1939)
- Romeu e Julieta (1938)